# Carcelia patellata
Carcelia patellata là một loài ruồi trong họ Tachinidae.